# Triacylglycerol

Algemene structuurformule van een triglyceride.

Structuurformule van een triglyceride met een verzadigde (palmitinezuur; blauw), enkelvoudig onverzadigde (oliezuur; groen) en drievoudig onverzadigde (alfa-linoleenzuur; rood) vetzuurketen.

Triacylglycerolen (TAG), triglyceriden of glyceryltriësters  zijn esters van glycerol en drie vetzuren. Triacylglycerol komt voor in natuurlijke vetten en oliën (lipiden).
Triglyceriden hebben verschillende biologische functies in levende wezens:
- opslag van chemische energie
- een isolerende functie om warmteverlies tegen te gaan
- beschermende laag rond tere organen, zoals de nieren
- waterafstoting (bijvoorbeeld door het mengsel van oliën en wassen dat vogels afscheiden en waarmee zij hun veren geregeld insmeren).

In het technisch gebruik van triacylglycerolen zijn twee grootheden belangrijk:
- Het joodadditiegetal, of kortweg joodgetal, is het aantal gram di-jood dat geaddeerd kan worden aan 100 gram van het vet. Het joodgetal is een maat voor het aantal onverzadigde verbindingen van een vet.
- Het verzepingsgetal is het aantal milligram kaliumhydroxide dat nodig is om 1 gram van het vet te verzepen. Met het verzepingsgetal kan de gemiddelde ketenlengte worden berekend. Hoe hoger het verzepingsgetal hoe korter de ketens.

## Toepassingen bepaling triglyceridenconcentratie in bloed
- Chemische typering van een hyperlipoproteïnemie
- LDL-cholesterolbepaling via de Friedewaldformule
- Vervolgen resultaat dieet en lipidenverlagende medicatie

## Stoorfactoren
- Te lang stuwen van vene bij bloedafname
- Te lang staan van serum op bloedkoek
- Bloedafname bij een niet-nuchtere patiënt levert geen informatie op over de eigenlijke lipidenhuishouding, alleen van de recente intake.
- Geneesmiddelen kunnen de triglyceridenconcentratie verhogen.

## Aanbeveling
Aangezien er sprake is van een grote intra-individuele biologische variatie wordt aanbevolen het triglyceridengehalte tweemaal te bepalen met een minimaal interval van 1 week, binnen een periode van 8 weken.